# Otto Wilhelm von Struve
Otto Wilhelm von Struve (ur. 7 maja 1819 w Dorpacie, zm. 14 kwietnia 1905 w Karlsruhe) – astronom rosyjski pochodzenia niemieckiego, syn Friedricha Georga Wilhelma Struve.

## Życiorys
Pracę zaczął w 1839 roku, w wieku 20 lat. W latach 1862–1889 następca swego ojca w Obserwatorium w Pułkowie, czynny, jak ojciec, przede wszystkim w dziedzinie gwiazd stałych, wyznaczył na nowo stałe precesji (1841). Obserwował mgławice, gwiazdy, komety, satelity planet, pierścienie Saturna, opracował paralaksy gwiazd i powtórzył obserwacje pasa gwiazd Bessela między -15° a +45° deklinacji. Ogłosił katalog 500 nowych gwiazd podwójnych, prace o Saturnie i jego pierścieniach, wyznaczenie masy Neptuna oraz wydał 14 tomów „Observations de Poulkova” (1869–1893). Jego synowie: Gustaw Ludwig Wilhelm von Struve i Hermann von Struve byli także astronomami.
W latach 1851–1869 w Obserwatorium w Pułkowie odkrył 13 obiektów, głównie galaktyk, które znalazły się w późniejszym New General Catalogue; jeden z nich (mgławicę NGC 1554) uznaje się za obiekt zaginiony.

## Nagrody i wyróżnienia
W 1850 roku otrzymał Złoty Medal Królewskiego Towarzystwa Astronomicznego.
Od 1852 roku członek Petersburskiej Akademii Nauk.
W 1873 roku został zagranicznym członkiem brytyjskiego Royal Society.
W 1874 roku został zagranicznym członkiem Królewskiej Holenderskiej Akademii Sztuk i Nauk
W 1882  odznaczony został Pour le Mérite za Naukę i Sztukę
Na cześć astronomów z rodziny Struve nazwano planetoidę (768) Struveana oraz krater księżycowy.